# Hiansen Vieira Franco
Hiansen Vieira Franco (ur. 21 marca 1971 w Campestre) – brazylijski duchowny katolicki, biskup pomocniczy Rio de Janeiro od 2025.

## Życiorys
Święcenia kapłańskie przyjął 3 stycznia 2004 i został inkardynowany do diecezji Guaxupé. 
25 lutego 2025 papież Franciszek mianował go biskupem pomocniczym archidiecezji Rio de Janeiro oraz biskupem tytularnym Tigava. Sakry udzielił mu 26 kwietnia 2025 biskup Guaxupé José de Lanza Neto.